# Jönköpings län

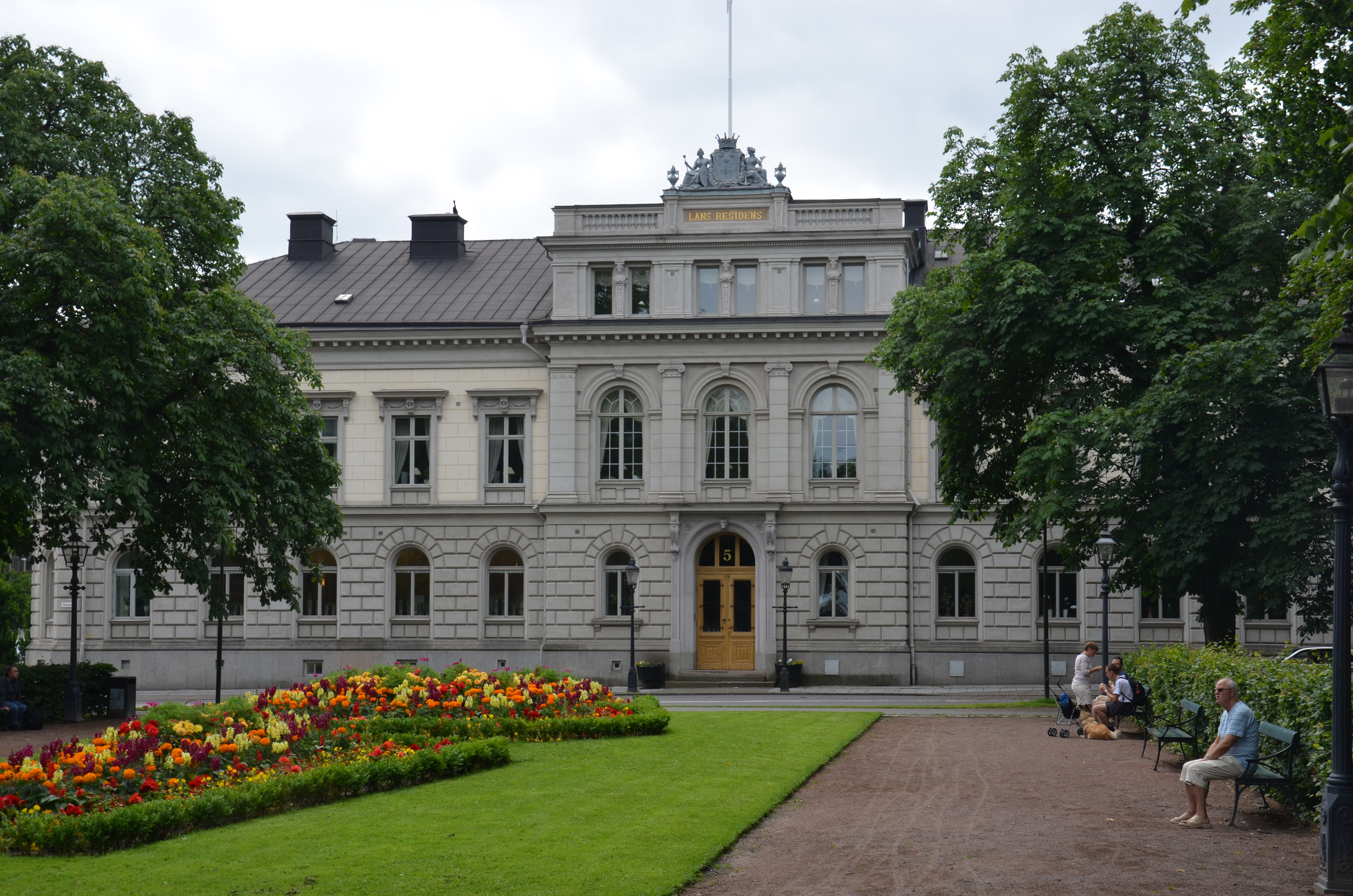
Residentie van de landshövding in Jönköping

Jönköpings län, Nederlands: provincie Jönköping, is een län, een provincie in het zuiden van Zweden. Ze grenst aan de provincies Hallands län, Västra Götalands län, Östergötlands län, Kalmar län en Kronobergs län. De hoofdstad is Jönköping.
De oppervlakte van de provincie bedraagt 10.475 km², wat 2,5% van de totale oppervlakte van Zweden is. Jönköpings län telde 366.700 inwoners in 2021.

## Bestuur
Jönköpings län heeft, zoals alle Zweedse provincies, een meerduidig bestuur. Binnen de provincie vertegenwoordigt de landshövding de landelijke overheid. Deze heeft een eigen ambtelijk apparaat, de länsstyrelse. Daarnaast bestaat de landsting, dat feitelijk een eigen orgaan is naast het län, en dat een democratische bestuur, de landstingsfullmäktige, heeft dat om de vier jaar wordt gekozen.

### Landshövding
Helena Jonsson is sinds januari 2018 de vertegenwoordiger van de rijksoverheid in Jönköpings län.

### Landsting
De Landsting, formeel Jönköpings läns landsting, wordt bestuurd door de landstingsfullmäktige. Sinds 2011 heeft de landsting extra bevoegdheden en staat daarom bekend als region, en het parlement als regionfullmäktige. Dit telt 81 leden. De leden kiezen uit hun midden een dagelijks bestuur, de regionstyrelsen, het regiobestuur.
Bij de laatste verkiezingen, in 2018, was de zetelverdeling in de regionfullmäktige:
- Vänsterpartiet, afgekort V: 4
- Sveriges Socialdemokratiska Arbetareparti, afgekort: 22
- Miljöpartiet de Gröna, afgekort MP: 3
- Sverigedemokraterna, afgekort SD: 11
- Bevara akutsjukhusen, afgekort BA: 7
- Centerpartiet, afgekort C: 8
- Liberalerna, afgekort L: 3
- Kristdemokraterna, afgekort KD: 10
- Moderata samlingspartiet, afgekort M: 13

Het getal achter de partij geeft het aantal zetels.

## Gemeenten
In Jönköpings län liggen de volgende gemeenten:
| - Aneby - Eksjö - Gislaved - Gnosjö - Habo - Jönköping - Mullsjö | - Nässjö - Sävsjö - Tranås - Vaggeryd - Värnamo - Vetlanda |

Blekinge län · Dalarnas län · Gävleborgs län · Gotlands län · Hallands län · Jämtlands län · Jönköpings län · Kalmar län · Kronobergs län · Norrbottens län · Örebro län · Östergötlands län · Skåne län · Södermanlands län · Stockholms län · Uppsala län · Värmlands län · Västerbottens län · Västernorrlands län · Västmanlands län · Västra Götalands län